# Jäts socken
Jäts socken i Småland ingick i Kinnevalds härad i Värend, ingår sedan 1971 i Växjö kommun och motsvarar från 2016 Jäts distrikt i Kronobergs län.
Socknens areal är 58,50 kvadratkilometer, varav land 40,22. År 2000 fanns här 446 invånare. Kyrkbyn Jät med Jäts gamla kyrka och Jäts nya kyrka ligger i denna socken. 

## Administrativ historik
Jäts socken har medeltida ursprung. Omkring 1500 uppgick Västra Jäts socken i Östra Jäts socken som bytte namn till det nuvarande.  
Vid kommunreformen 1862 övergick socknens ansvar för de kyrkliga frågorna till Jäts församling och för de borgerliga frågorna till Jäts landskommun.  Denna senare inkorporerades 1952 i Väckelsångs landskommun som sedan 1971 uppgick i Växjö kommun. Församlingen uppgick 2014 i Ingelstads församling.
1 januari 2016 inrättades distriktet Jät, med samma omfattning som församlingen hade 1999/2000.  
Socknen har tillhört samma fögderier och domsagor som Kinnevalds härad. De indelta soldaterna tillhörde Kronobergs regemente, Kinnevalds kompani. .

## Geografi
Jäts socken ligger nordost om Åsnen. Området består av ett flackt kulturlandskap, delvis öppet och delvis skogbeväxt med mossar särskilt norrut.

## Fornminnen
Fem hällkistor, några gravrösen från bronsåldern samt tre järnåldersgravfält finns här.

## Namnet
Namnet (1326 ÖsterJät), taget från kyrkbyn, har oklar tolkning.

### Fotnoter
1. 1 2 3  Svensk Uppslagsbok andra upplagan 1947–1955: Jäts socken
2. 1 2  Harlén, Hans; Harlén Eivy (2003). Sverige från A till Ö: geografisk-historisk uppslagsbok. Stockholm: Kommentus. Libris 9337075. ISBN 91-7345-139-8
3. ↑  ”Församlingar”. Statistiska centralbyrån. https://www.scb.se/hitta-statistik/regional-statistik-och-kartor/regionala-indelningar/forsamlingar/. Läst 30 december 2022.
4. ↑  Administrativ historik för Jät socken (Klicka på församlingsposten). Källa: Nationella arkivdatabasen, Riksarkivet.
5. 1 2  Sjögren, Otto (1931). Sverige geografisk beskrivning del 2 Östergötlands, Jönköpings, Kronobergs, Kalmar och Gotlands län. Stockholm: Wahlström & Widstrand. Libris 9939
6. 1 2 3  Nationalencyklopedin
7. ↑  Fornlämningar, Statens historiska museum: Jäts socken
8. ↑  Fornminnesregistret, Riksantikvarieämbetet: Jäts socken Fornminnen i socknen erhålls på kartan genom att skriva in sockennamn (utan "socken") i "Ange geografiskt område"